# Ojos Azules, Durango
Ojos Azules är en ort i Mexiko.   Den ligger i kommunen Ocampo och delstaten Durango, i den centrala delen av landet, 1 000 km nordväst om huvudstaden Mexico City. Ojos Azules ligger 2 576 meter över havet och antalet invånare är 161.
Terrängen runt Ojos Azules är lite kuperad.  Trakten runt Ojos Azules är nära nog obefolkad, med mindre än två invånare per kvadratkilometer. Ojos Azules är det största samhället i trakten. Omgivningarna runt Ojos Azules är i huvudsak ett öppet busklandskap.